# Franz Bock
Pour les articles homonymes, voir Bock (homonymie).
Franz Johann Joseph Bock (3 mai 1823 à Burtscheid ; † 30 avril 1899 à Aix-la-Chapelle) est un historien d'art catholique allemand

## Vie et œuvre
Fils de Franz Joseph Bock, maître-nageur de Burtscheid, et d’Agnes Dotru, décédée prématurément, il étudie la théologie à l’université de Bonn de 1846 à 1849, après avoir fréquenté le lycée impérial d’Aix-la-Chapelle. En octobre 1849, Bock entre au séminaire de Cologne et reçoit l’ordination sacerdotale un an plus tard à St Dionysius à Krefeld comme cinquième aumônier. En 1852, il devient le conservateur d’une exposition sur les principaux vestiges sacrés du Moyen Âge et le fondateur d’un musée de l’Art de la Soie ecclésiastique, sur des modèles médiévaux. Après son transfert en 1854 à St. Alban de Cologne, en 1855, Bock est nommé prêtre électeur et conservateur au Musée archiépiscopal d’art chrétien ancien nouvellement ouvert. Grâce à une bourse du ministère du commerce de la province prusse du Rhin, il entreprend entre-temps un voyage d’études en histoire de l’art dans plusieurs pays d’Europe. Après son retour, il a entretenu des contacts intensifs avec des connaisseurs et des mécènes de l’art partageant les mêmes idées, tels que l’archevêque de Cologne Johannes von Geissel, l’évêque de Munich Johann Georg Müller, le prince Charles-Antoine de Hohenzollern-Sigmaringen ainsi que les familles des nobles rhénans et westphaliens et les artisans locaux comme le sculpteur Friedrich Wilhelm Mengelberg. En outre, à l’instar de ses collègues prêtres Ernst Franz August Münzenberger à Francfort, Friedrich Schneider à Mayence et Alexander Schnütgen à Cologne, il est devenu l’un des principaux promoteurs des efforts de réforme pour l’artisanat religieux dans l’archidiocèse de Cologne. Le textile sacré était l’un de ses centres d’intérêt. Bock a finalement résumé ses recherches dans l’ouvrage en trois volumes et très remarqué : L’histoire des vêtements liturgiques du Moyen Âge, Ce fut la première étude scientifique sur la création et le développement des vêtements ecclésiastiques en tenant compte du tissu, de la couleur, du dessin, de la coupe et de la signification rituelle, ouvrant ainsi une nouvelle branche de l’archéologie. Ainsi, il a également créé de nouveaux modèles et variantes de conception qui ont duré jusqu’au tournant du siècle. D’autres voyages d’étude, maintenant principalement en Syrie, en Égypte et en Palestine, ont suivi. Parmi ses souvenirs, il y avait d’importantes collections de fragments textiles, de vêtements coptes, d’orfèvrerie médiévale, de verres et d’émaux.
Au début de 1862, Bock s’installe à Aix-la-Chapelle, où il est nommé chanoine d’honneur le 24 juin 1862 et, un mois plus tard, le 10 juillet, chanoine d’honneur de la cathédrale d’Aix-la-Chapelle et en 1868, chanoine du collège. Pendant son séjour à Aix-la-Chapelle, il continue à s’occuper intensivement de l’art sacré et instruit, par exemple, les Sœurs du Pauvre Enfant Jésus, qui exploitaient un atelier monastique de renommée mondiale pour la Paramentique, dans la conception de modèles et dans les techniques de traitement de vieux vêtements de messe et leur a transmis de nombreuses commandes ecclésiastiques. Par l’intermédiaire de ses nombreux contacts avec des dignitaires ecclésiastiques, il encourage également des artisans locaux tels que les sculpteurs Wilhelm Brodmüller, Friedrich Wilhelm Mengelberg ou Gottfried Götting ainsi que les orfèvres Martin Vogeno, Reinhold Vasters ou August Witte, qui a fait réaliser dans la cathédrale d’Aix-la-Chapelle, un magnifique cadre en émail néo-roman pour les reliefs en or du retable d’autel connu sous le nom de Pala d’oro (vers 1000-1020). En 1871, Guillaume Ier la transforma en monument de l’empereur Hohenzollern par une nouvelle inscription. En 1892, Bock est responsable de la nouvelle peinture de l’église baroque St. Johann Baptist à Burtscheid et 1895-96, des commandes de restauration au reliquaire néo-roman des Sandales du Christ de l’église Salvatorkirche, basilique de Prüm.
En outre, il a régulièrement organisé de nombreuses expositions d’art et a été un invité prestigieux et un orateur lors de congrès internationaux. Il a également écrit de nombreuses publications, parfois très complètes, principalement sur des sujets encore peu couverts à ce jour. Ainsi naquit, en sept ans de travail et à la demande de l’empereur autrichien François-Joseph Ier, par exemple, son œuvre les Regalia du Saint-Empire romain germanique, Avec l’aide du peintre et lithographe Joseph von Führich de Vienne, c’est l’une des plus belles œuvres du XIXe siècle. En outre, un premier travail entièrement illustré sur les trésors de l’église de Cologne, La Cologne sacrée, ainsi qu’un résumé sur les trésors médiévaux de l’art et des reliques de Maestricht comptent parmi ses œuvres principales.
Bien que sa force créatrice ait diminué dans les dernières années de sa vie, Bock a essayé, mais sans succès, d’installer une première école d’arts décoratifs à Aix-la-Chapelle. Un déménagement prévu en Italie et la vente de toute sa collection existante n’ont plus lieu. Après avoir exposé des parties de sa collection à la Chambre royale des arts de Prusse, au musée des Arts décoratifs de Berlin, au musée de Cluny à Paris, au musée Suermondt-Ludwig d’Aix-la-Chapelle et au musée South Kensington, actuel Victoria and Albert Museum à Londres, est légué à la ville d’Aix-la-Chapelle. Le 30 avril 1899, Franz Johann Joseph Bock meurt d’une pneumonie et est enterré au Campo Santo, au cimetière ouest II d’Aix-la-Chapelle, dans une tombe honorifique offerte par la ville.

## Galerie

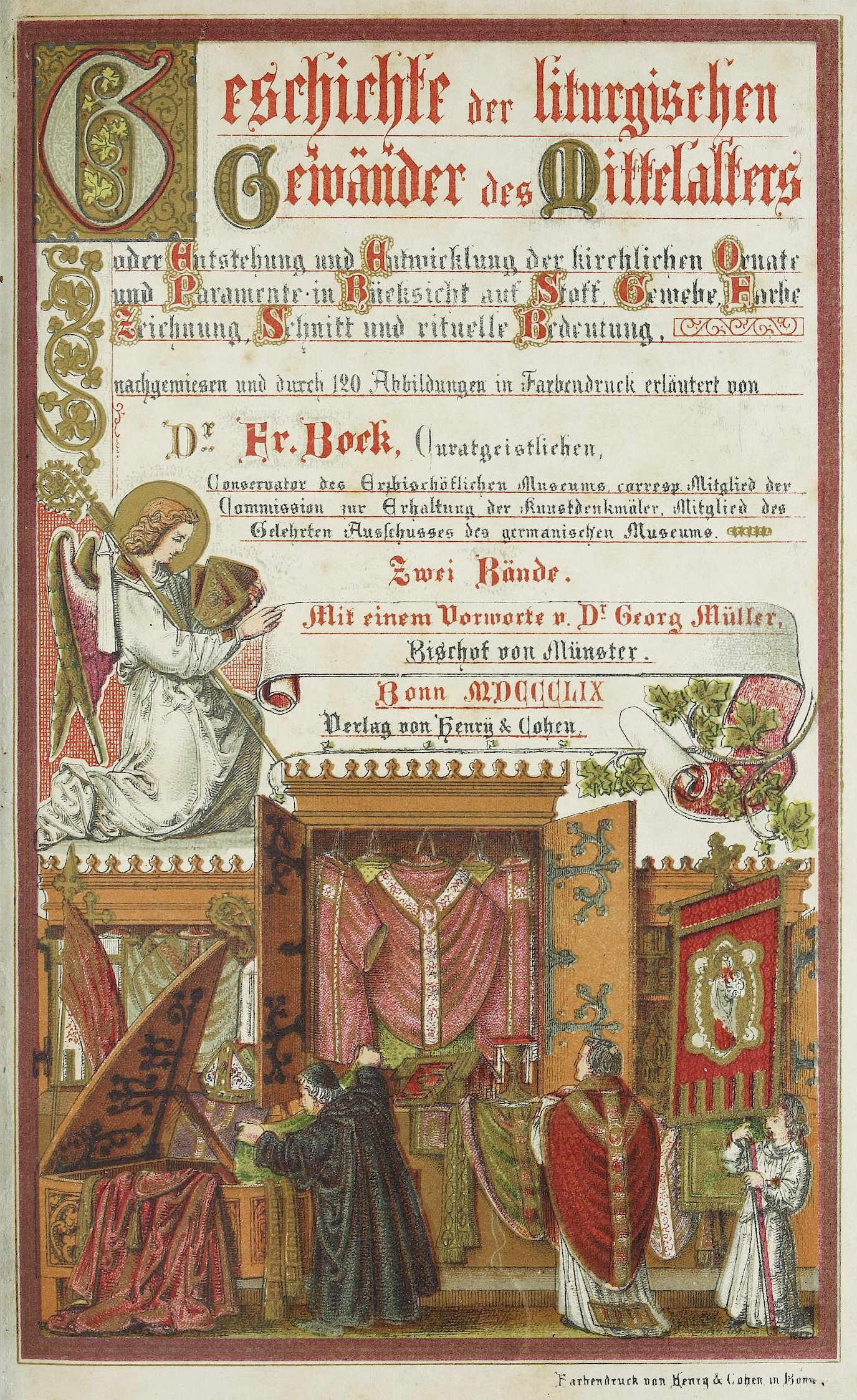
Page de titre Geschichte der liturgischen Gewänder des Mittelalters (tome 1)
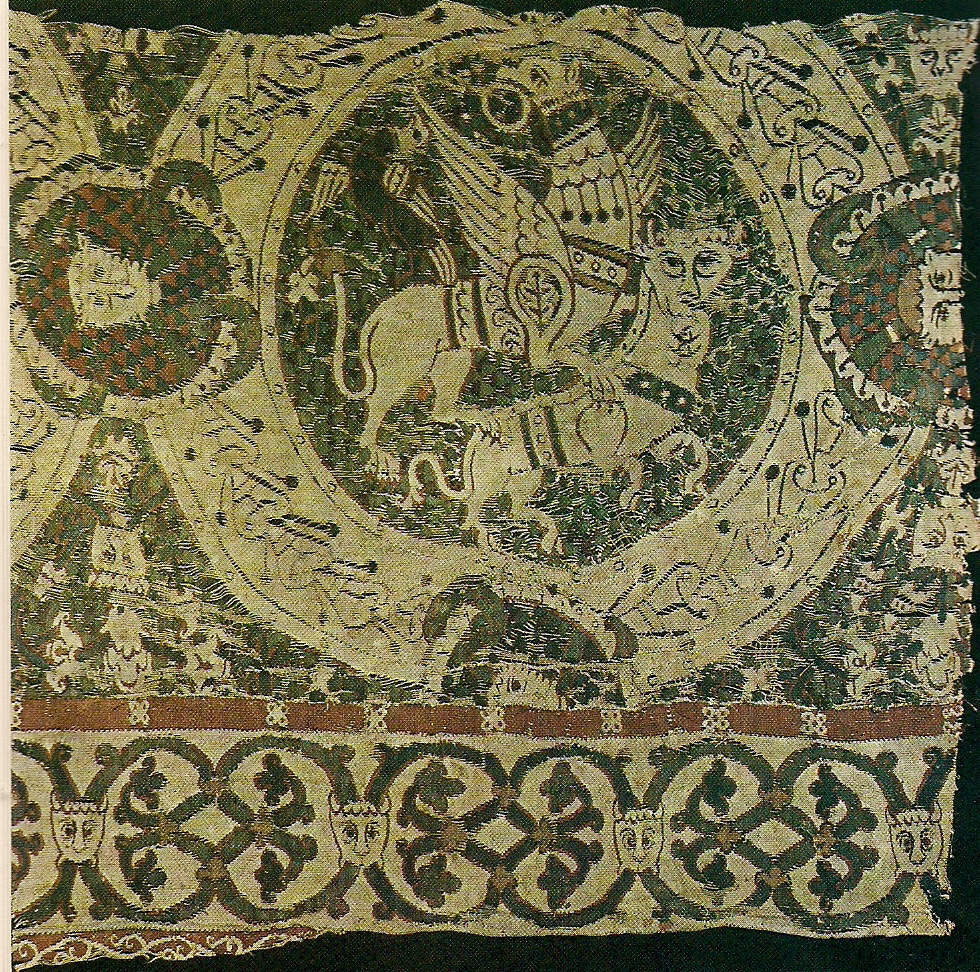
Relique de saint Gereon
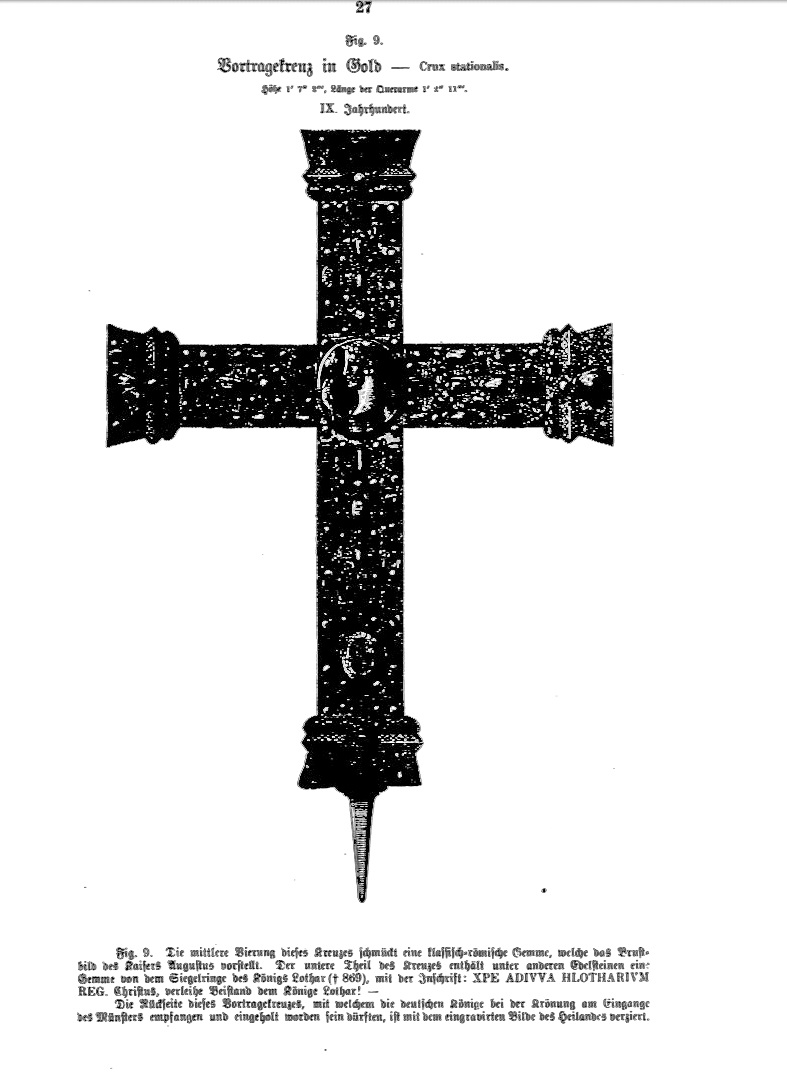
Le Trésor d'Aix
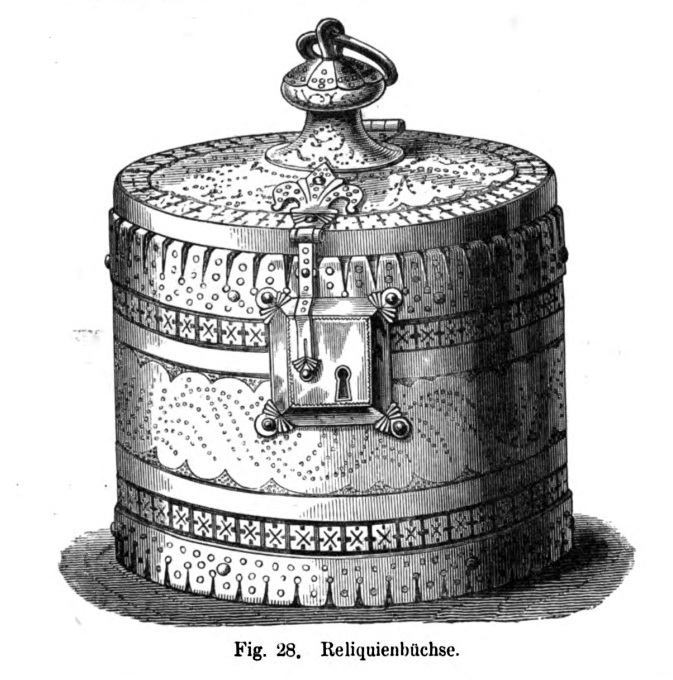
Maastricht
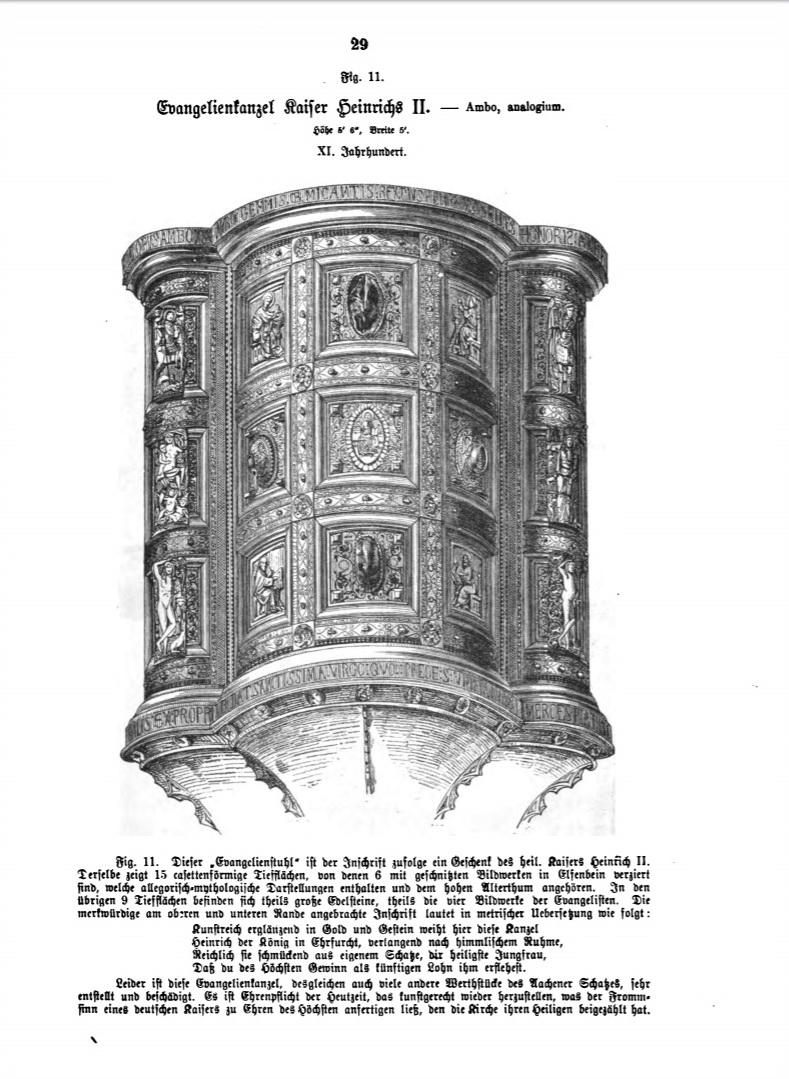
Le Trésor d'Aix
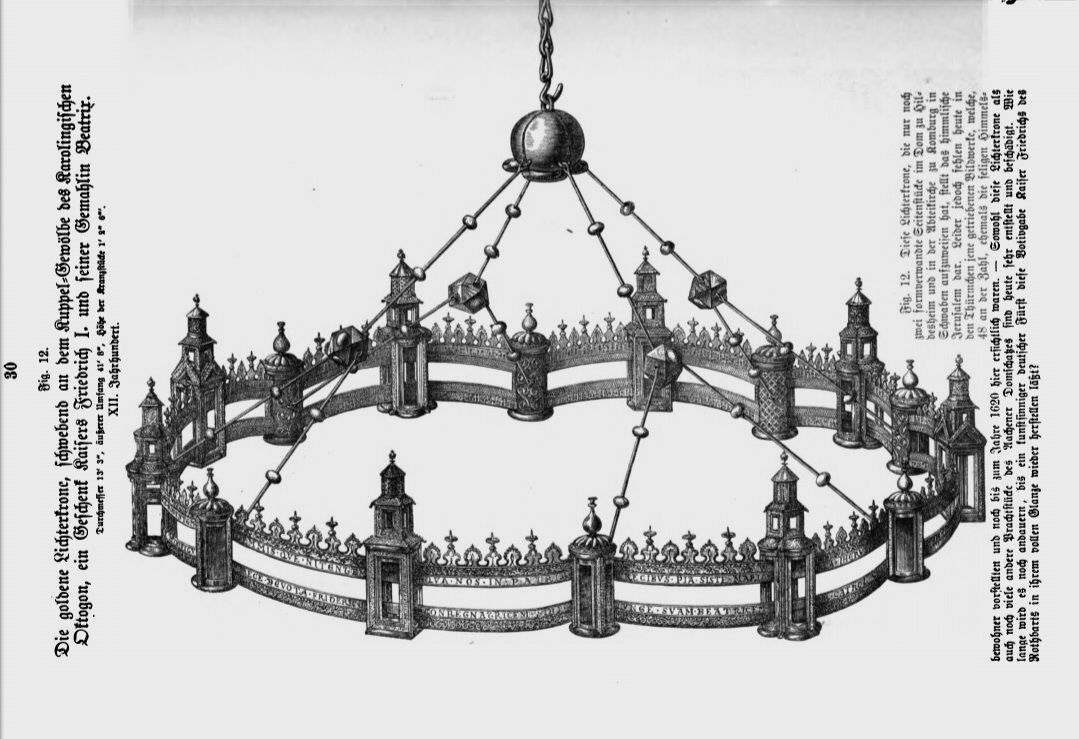
Le Trésor d'Aix